# Steyermarkochloa
Steyermarkochloa és un gènere de plantes de la família de les poàcies. És originari de Veneçuela i Colòmbia. El nom del gènere es compon de la paraula grega chloé (herba), i pel nom de Julian Alfred Steyermark, botànic i recol·lector de plantes (1909-1988).
És perenne, amb culms erectes; de 40-350 cm de llarg. No hi ha presència de lígula. Amb espiguetes masculines i femenines en la mateixa inflorescència. Sexes segregat; amb el mascle a sota. Espiguetes solitàries. Espiguetes fèrtils pedicel·lades. Espiguetes masculines pedicel·lades. Cariopsis amb pericarpi adherent; fusiforme.

## Taxonomia
- Steyermarkochloa angustifolia
- Steyermarkochloa unifolia